# A faljáró (szobor, Párizs)
A faljáró című szobor Párizs 18. kerületében, a Montmartre-on található, a Marcel Aymé nevét viselő téren (Place Marcel Aymé), szemben az író egykori házával. 
A szobor egy részleges férfialak, amely éppen átlép egy falon. A bronzszobor Dutilleul-t, Montmartre-on élő kishivatalnokot, Marcel Aymé A faljáró (Le Passe-muraille) című könyvének főhősét ábrázolja, aki képes átkelni a falakon. Az író és munkássga előtt tisztelgő szobrot Jean Marais készítette 1989-ben.